# Anthony Berkeley Cox
Anthony Berkeley Cox (Watford, 5 luglio 1893 – 9 marzo 1971) è stato uno scrittore britannico di libri gialli.
Scrisse anche con gli pseudonimi: Francis Iles, Anthony Berkeley e A. Monmouth Platts.

## Biografia
Cominciò a scrivere sulle pagine del Punch elzeviri umoristici e in seguito altre opere di carattere comico o umoristico, come Brenda Entertains e The Family Witch. Più tardi, nel 1934, fu autore di O England, uno studio di carattere quasi sociologico su alcuni aspetti della vita e del costume inglesi.
Nel 1925 uscì il suo primo Giallo, The Layton Court Mystery (Delitto a porte chiuse), che fu pubblicato anonimamente. Il buon successo del libro indusse lo scrittore a produrre altri gialli e dedicarsi a questo genere letterario, anche come critico. 
Nel 1928 fondò a Londra il celebre Detection Club, al quale aderirono giallisti come 
G. K. Chesterton, Agatha Christie, Dorothy L. Sayers, Freeman Wills Crofts, John Rhode e negli anni Trenta lavorò come recensore sulle pagine del Daily Telegraph. 
Fu uno degli scrittori più importanti del suo tempo (la cosiddetta "Età dell'oro dei libri gialli"). ll suo personaggio più famoso fu Roger Sheringham, protagonista di dieci romanzi, il più famoso dei quali è The Poisoned Chocolates Case del 1929, in Italia intitolato Il caso dei cioccolatini avvelenati.
Sono ritenute della massima importanza le opere firmate come Francis Iles. Malice Aforethought (1931, L'omicidio è un affare serio) e Before the Fact (1932, Il sospetto, da cui Alfred Hitchcock trasse il film omonimo). Venne introdotto un taglio molto più moderno nella letteratura gialla.
Nel 1939, dopo avere pubblicato As for the Woman, Berkeley cessò la sua attività letteraria, limitandosi a quella di critico per The Sunday Times. Non si conoscono con precisione i motivi di tale decisione, ma lui stesso aveva detto più volte: «Quando troverò qualcosa che mi renderà di più delle detective stories, mi dedicherò a quello».

## Opere

### Romanzi con l'investigatoreRoger Sheringham
- The Layton Court Mystery (1925)
  - Delitto a porte chiuse I Classici del Giallo Mondadori n. 950
  - Uno sparo in biblioteca I Bassotti n. 121 Polillo Editore, 2012
- The Wychford Poisoning Case (1926)
  - Il veleno di Wychford  I Classici del Giallo Mondadori n. 1077
- Roger Sheringham and the Vane Mystery (1927)
  - Il mistero di Elsie Vane Classici Giallo Mondadori n. 1114
- The Silk Stocking Murders (1928)
  - Delitti di seta Classici Giallo Mondadori n. 846
- The Poisoned Chocolates Case (1929), ampliamento del racconto The Avenging Chance (Il caso vendicatore), dello stesso anno. Racconto e romanzo hanno finali differenti, così che la lettura del racconto non rovina la sorpresa a chi volesse leggerlo prima del romanzo.
  - Il circolo dei "detectives" Il Romanzo per tutti Il Corriere della Sera 1947
  - Il caso dei cioccolatini avvelenati Classici Giallo Mondadori n. 414, 1982
  - Il caso dei cioccolatini avvelenati I Bassotti n. 5 Polillo Editore
- The Second Shot (1930)
  - Gioco mortale Classici Giallo Mondadori n. 1144
- Top Storey Murder (1931)
  - Delitto ai piani alti Classici Giallo Mondadori n. 685
  - Il delitto dell'ultimo piano I Maestri Del Giallo, Polillo Editore, 2024
- Murder in the Basement (1932)
  - Assassinio in cantina Classici Giallo Mondadori n. 1056
- Jumping Jenny (1933)
  - L'ultima tappa Classici Giallo Mondadori n. 1322
  - All'ombra della forca I Maestri Del Giallo, Polillo Editore, 2025
- Panic Party (1934)
  - L'isola della paura trad. Mauro Boncompagni, Giallo Mondadori n.3037, 2011 [uscito negli USA col titolo Mr. Pidgeon's Island]

### Altri romanzi a firma Anthony Berkeley
- Professor On Paws (1926)
- Mr Priestley's Problem (titolo USA The Amateur Crime) (1927)
  - Il problema del Signor Priestley, trad. Mauro Boncompagni, I Classici del Giallo Mondadori n. 1445, giugno 2021, ISBN 977-00-098-4236-9
- The Piccadilly Murder (1929)
  - Caffè al veleno a Piccadilly, trad. D. Pratesi, Collana I Bassotti n.85, Polillo Editore, 2010, ISBN 978-88-815-4356-4
- Not to Be Taken (titolo USA A Puzzle in Poison) (1937)
  - Il veleno è servito, trad. Mauro Boncompagni, Giallo Mondadori n.3099, 2014
- Trial and Error (1937)
- Death in the House (1939)
  - Morte in Parlamento, trad. Mauro Boncompagni, Giallo Mondadori n.3111, 2016

### Pubblicati comeFrancis Iles

#### Romanzi
- Malice Aforethought (1931)
  - Delitto premeditato Serie Gialla n. 143 Garzanti, 1959
  - L'omicidio è un affare serio I Bassotti n. 14 Polillo Editore
- Before the Fact (1932)
  - Il sospetto Classici Giallo Mondadori n. 355
  - Il sospetto I Maestri Del Giallo, Polillo Editore, 2025
- As For The Woman (1939)

#### Racconti
- Outside the Law (1934)
- Dark Journey (1935)
- It Takes Two to Make a Hero (1943)

#### Saggi sul crimine
- The Rattenbury Case (1936)

### Pubblicato come A. Monmouth Platt
- Dov'è Cicely? (Cicely Disappears, 1927), trad. Mauro Boncompagni, Collana I Classici del Giallo Mondadori n.1429, febbraio 2020.

### Opere a più mani
- The Floating Admiral (1931)
  - L'ammiraglio alla deriva
- Ask a Policeman (1933)
  - Chi è il colpevole?
- Six Against the Yard (1936)
  - Sei delitti immaginari
- The Anatomy of a Murder (1936)

### Radiodrammi
- I Killed Mr Dudden (1930), radiodramma pubblicato sul magazine The Listener (9 luglio 1930) e poi su The Scoop and Behind the Screen (1983)